# Siła masowa

Siła masowa

Siła masowa (siła objętościowa) – w fizyce ośrodków ciągłych siła działająca na objętość (masę) ciała, a nie na wybrany punkt bądź powierzchnię. Siła masowa kontrastuje z siłami powierzchniowymi działającymi na powierzchnię ciała.
Przykładami sił masowych są siły grawitacji w układzie nieinercjalnym siły bezwładności. Siłami masowymi są także siła elektrostatyczna, wówczas jej gęstością jest gęstość ładunku elektrycznego, podobnie siła magnetoelektryczna działająca na płyn przewodzący prąd elektryczny porusza się w polu magnetycznym.
Występowanie sił masowych jest opisywane przez pole sił działające na ciało. W mechanice ośrodków ciągłych rozważa się działanie siły na mały element płynu.
Jednostką siły masowej jest jednostka siły na jednostkę objętości, gdy siła masowa określana jest w stosunku do objętości, a na jednostkę masy gdy siła jest określana w stosunku do masy.
Siła działająca na ciało rozciągłe (bryłę) jest równa sumie sił masowych działających na każdy element ciała, odpowiada to całkowaniu, sił masowych działających na cząstkę ciała dla całej objętości ciała
{\displaystyle {\overrightarrow {F}}=\int \limits _{V}{\overrightarrow {f}}dV,}
gdzie:
{\displaystyle V} – objętość (całka po całej objętości),
{\displaystyle dV} – element różniczkowy objętości, reprezentujący bardzo mały fragment ciała.

## Przykład
Na powierzchni Ziemi na jednostkę objętości ciała działa siła przyciągania ziemskiego zależna od gęstości ciała:
{\displaystyle {\overrightarrow {f}}=\rho {\overrightarrow {g}},}
gdzie:
{\displaystyle \rho } – gęstość,
{\displaystyle g} – przyspieszenie ziemskie.
W układzie SI wartość {\displaystyle {\overrightarrow {f}}} jest podawana w jednostkach N/m3.
Siła przyciągania ziemskiego działająca na ciało jest równa:
{\displaystyle {\overrightarrow {F}}=\int \limits _{V}{\overrightarrow {f}}dV=\int \limits _{V}\rho {\overrightarrow {g}}dV.}
Gdy przyspieszenie ziemskie w obrębie analizowanego ciała jest jednakowe (ma taką samą wartość i kierunek) obliczenie siły działającej na masę ciała można wyłączyć przyspieszenie ziemskie przed całkę. A jeżeli ciało ma jednakową gęstość, to siła przyciągania ziemskiego jest równa iloczynowi przyspieszenia ziemskiego, gęstości ciała i jego objętości.
{\displaystyle {\overrightarrow {F}}={\overrightarrow {g}}\int \limits _{V}\rho dV={\overrightarrow {g}}\rho \int \limits _{V}dV={\overrightarrow {g}}\rho V.}